# Сафронова, Вера Степановна
Ве́ра Степа́новна Сафро́нова (29 августа 1917, Новый Оскол, Курская губерния — 20 декабря 2005) — колхозница, бригадир Новооскольского птицесовхоза Белгородской области. Герой Социалистического Труда (1966).

## Биография
Родилась 29 августа 1917 года в Новом Осколе.
С октября 1941 года участвовала в Великой Отечественной войне. С января 1943 года служила санитаркой эвакоприёмника № 105 Южного фронта. После демобилизации работала птичницей в Новооскольском птицесовхозе. Руководила бригадой по уходу за маточным поголовьем кур.
В 1966 году удостоена звания Героя Социалистического Труда «за достигнутые успехи в развитии животноводства, увеличении производства и заготовок мяса, яиц и другой продукции». В 1974 году вышла на пенсию.
Скончалась 20 декабря 2005 года.

## Награды
- Герой Социалистического Труда — указом Президиума Верховного Совета СССР от 22 марта 1966 года;
- Орден Ленина;
- Медаль «За боевые заслуги».

## Память
В 2001 году в городе Новый Оскол состоялось открытие Аллеи Героев, на которой установлен бюст Веры Сафроновой.